# Claudio Zei
Claudio Zei (1954) è un ex nuotatore italiano.

## Biografia
È stato un buon mistista ma soprattutto staffettista, con cui ha vinto quasi tutti i suoi titoli italiani iniziando nel 1974 ai campionati primaverili con la 4 × 100 m mista, titolo bissato ai campionati estivi.
Ha rivinto i campionati anche nel 1975 con la De Gregorio, meritandosi la convocazione in nazionale per i Campionati mondiali di nuoto di luglio a Calì, dove conquistò la prima medaglia maschile in assoluto per l'Italia in competizioni mondiali (Giochi olimpici o mondiali, appunto) vincendo il bronzo con la staffetta 4 × 100 stile libero assieme a Roberto Pangaro, Paolo Barelli e Marcello Guarducci.
A fine agosto dello stesso anno ha partecipato anche ai VII Giochi del Mediterraneo ad Algeri vincendo con le due staffette a stile libero due medaglie d'oro: la 4 × 100 ancora con Pangaro, Barelli e Guarducci e la 4 × 200 m con Paolo Revelli, Lorenzo Marugo e Guarducci. Nel 1976 è stato campione italiano nelle staffette 4 x 100 stile libero, ma non è stato convocato ai Giochi Olimpici di quell'anno perché la disciplina era stata cancellata per quell'anno dal programma olimpico dei Giochi_della_XXI_Olimpiade.

## Palmarès
| Campionati del mondo    | 4 × 100 m st. libero            | ----                 |
| 1975 Calì Colombia      | Bronzo: 3'31"85 frazione: 53"86 | ---                  |
| Giochi del Mediterraneo | 4 × 100 m st. libero            | 4 × 200 m st. libero |
| 1975 Algeri Algeria     | Oro: 3'36"79 :                  | Oro: 7'57"24 :       |

### Campionati italiani
1 titolo individuale e 6 in staffette, così ripartiti:
- 1 nei 200 m misti
- 1 nella staffetta 4 × 100 m stile libreo
- 1 nella staffetta 4 × 200 m stile libero
- 4 nella staffetta 4 × 100 m mista

nd = non disputata
| Anno | Edizione    | misti 200 m | st.libero 4×100 m | st.libero 4×200 m | mista 4×100 m |
| ---- | ----------- | ----------- | ----------------- | ----------------- | ------------- |
| 1973 | Estivi      | -           | -                 | -                 | 3             |
| 1974 | Primaverili | 3           | 3                 | nd                | 1             |
| 1974 | Estivi      | 3           | 2                 | 2                 | 1             |
| 1975 | Primaverili | 1           | 2                 | -                 | 1             |
| 1975 | Estivi      | -           | -                 | 2                 | 1             |
| 1976 | Estivi      | 3           | 1                 | 1                 | -             |